# Bitwa pod Santa Lucia
Bitwa pod Santa Lucia – starcie zbrojne, które miało miejsce 6 maja 1848 r. w trakcie wojny austriacko-piemonckiej (1848–1849).
Po sukcesie pod Pastrengo, król Karol Albert obległ Peschierę i postanowił oblec także Weronę, ale działał mało energicznie. 6 maja 1848 r. uderzył siłami 13 tys. żołnierzy na wzgórza dominujące nad Weroną. Złe rozpoznanie trudnego (winnice) terenu przez sztab piemoncki, oraz siła dobrze okopanych wojsk austriackich spowodowała, że atak włoski, mimo odwagi żołnierzy, zakończył się niepowodzeniem.
Oddziały włoskie wycofały się w dobrym porządku do Sommacampagna. Starcie nie było szczególnie znaczące, ale ujawniło braki w piemonckim dowodzeniu i zasiało brak zaufania do dowództwa wśród żołnierzy. Austriacy nie podjęli akcji zaczepnej i na froncie zapanował na jakiś czas spokój.
W bitwie swój żołnierski chrzest bojowy przeszedł wówczas niespełna 18-letni Franciszek Józef I, który pod koniec 1848 został cesarzem Austrii.